# DeeDee Trotter
De'Hashia Tonnek ("Dee Dee") Trotter (8 de diciembre de 1982) es una atleta estadounidense. En los Juegos Olímpicos de 2004, Trotter se colocó quinta en la general en los 400 metros lisos con un tiempo de 50,00 segundos. Trotter fue parte del equipo de EE. UU. que llegó en primer lugar en el relevo 4 × 400 metros. En Atenas 2010 en el relevo 4 x 400 metros, como miembro del equipo de Crystal Cox, se declaró culpable de dopaje lo que puso la medallas del equipo en entredicho. Los procesos judiciales se encuentran aún en curso y aún no se ha tomado ninguna decisión con respecto a la descalificación de todo el equipo de relevo.
Es la fundadora de la fundación Test Me I'm Clean, una organización benéfica dedicada a la lucha contra el uso de esteroides y otras drogas para mejorar el rendimiento deportivo.
Trotter corrió en la carrera femenina de 400 metros lisos en los Juegos Olímpicos de 2008, pero no pudo clasificarse para la final debido a una lesión de rodilla grave. En los Juegos Olímpicos de Londres 2012 ganó la medalla de bronce en los 400 metros con un tiempo de 49,72.

## Vida
Trotter nació en Twenty Nine Palms, California el 8 de diciembre de 1982. Creció en Decatur, Georgia, graduándose en la Cedar Grove High School en 2001. Fue miembro tanto de los equipos de atletismo como de baloncesto, ayudando a llevar al equipo de baloncesto en su último año de instituto a ser el único equipo invicto en su propia cancha. En pista se especializó en las distancias de 200 m y 400m, y en su último año, también llegó a liderar al equipo de relevos de 4 × 400 m de su instituto hasta el Campeonato del Estado de Georgia.